# Padmasambhava
Padmasambhava fue un importante gurú budista, reconocido por llevar el budismo al Tíbet, entre otros lugares. Es el fundador de la escuela tibetana de budismo Nyingma y los tantras internos en el siglo VIII. Es uno de los 84 Mahasiddhas o grandes adeptos del Tíbet, alcanzado el cuerpo del arco iris.
Padmasambhava, en chino: 蓮華生上師, 佛蓮花生大士; tibetano: Pema Llungne (w.: pad ma 'byung gnas: པདྨ་འབྱུང་གནས།) o Padmakara, en sánscrito significa nacido del loto. En Bután y Tíbet (donde los discípulos de la escuela Nyingma principalmente, pero también de otras escuelas, y la gente tibetana en general, le reconocen como el segundo Buda) se le conoce más comúnmente como Gurú Rinpoche o Lopon Rinpoche o «el preciado Maestro» (guru, «maestro», rinpoche «valioso», «preciado»).

## Biografía e historia
De acuerdo con la tradición, Padmasambhava se manifestó como un rayo de luz proveniente del corazón de Buda Amitābha, como un niño de ocho años que apareció en una flor de loto (en sánscrito: padma) sobre el lago Dhanakosha, situado en Oddhiyana, en el valle de Swat, cerca de la actual frontera afgano-pakistaní. Fue encontrado por el Rey Indrabodhi quien al no tener hijos le adoptó como tal. En una ocasión, durante una danza sagrada realizada frente a la corte, en su delirio dejó escapar o lanzó su tridente ritual (kathvanga) matando en el acto, a la esposa y al hijo nonato de uno de los ministros de su padre. En razón de esto, fue desterrado de la corte, y residió en cementerios utilizando el estilo de un yogui tántrico.
Tras recibir diversas enseñanzas e iniciaciones de las dakinis que residían en los cementerios, encuentra a su primera discípula y consorte, Mandarava, con la quien practicando en la cueva sagrada de Maratika (en el norte de Nepal), desarrolló el poder de transcender el ciclo del nacimiento y la muerte. Su fama llegó hasta Trisong Deutsen (742-797), el 38.º rey del Tíbet, gracias a la sugerencia de Khenpo Bodhisattva, también conocido como el Abad Shantarakshita, para ayudar a controlar a espíritus malignos que se oponían a la construcción del famoso Monasterio de Samye provocando una sequía en Lhassa. El rey invitó a Padmasambhava al Tíbet donde usó sus poderes tántricos para dominar a las deidades malignas que encontró por el camino, y finalmente recibió a la esposa del emperador, identificada como la princesa tibetana dakini Yeshe Tsogyal, como discípula y consorte. Esto fue en concordancia con el principio tántrico de no eliminar las fuerzas negativas, sino usarlas para reforzar el viaje hacia el despertar espiritual.

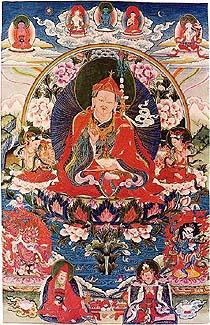
Nyingmapa Padmasambhava.

Fundó el primer monasterio en Tíbet en Samye, e instruyó a los primeros monjes en el Gran Sello o Mahamudra, e introdujo a la gente laica en la práctica del budismo tántrico (Vajrayana).
En Bután, Padmasambhava está asociado al famoso monasterio de Taktshang o guarida del tigre, construido en un acantilado unos 500 m. por encima de la superficie del valle de Paro. Él voló hasta allí desde el Tíbet en su forma sutil de Dorje Trollo a espaldas de su consorte, Yeshe Tsogyal, a quien transformó en un tigre volador para el viaje. Después se desplazó al distrito de Bumthang para apaciguar a una poderosa deidad ofendida por un rey local.
Como conexión con los seres en el futuro, Gurú Padmasambhava ha dejado huellas de su cuerpo en distintos lugares como por ejemplo en la pared de una cueva cercana al templo de Kurje Lhakhang, o la huella impresa de su mano en la roca como si esta hubiese sido derretida como manteca a la entrada de la cueva Asura , ubicada en Pharping en las afueras de Katmandú, Nepal.
Además, Padmasambhava también escondió algunos textos-tesoro (Termas) en lagos, cuevas, colinas y bosques de la región del Himalaya y en otros lugares para que fueran encontrados e interpretados por tertones (buscadores de tesoros espirituales) venideros.
Su mantra es :
༄ཨོཾ་ཨཱཿ་ཧཱུྂ་བཛྲ་གུ་རུ་པདྨ་སིདྡྷི་ཧཱུྂ།
oṁ āḥ hūṁ vajraguru padmasiddhi hūṁ ǀ

Una práctica importante dentro del Budismo Vajrayana es la recitación de la siguiente estrofa:
Invocación de siete líneas a Padmasambhava:
ཧཱུྂ། ཨོ་རྒྱན༌ཡུལ༌གྱེ༌ནུབ༌བྱད༌ མཚམས།
པདྨ༌གེ༌སར༌སྡོད༌པོ༌།
ཡ༌མ༌ཚན༌མཚོག༌གི༌དརོས༌གྲུབ༌རྙེས།
པ༌མྡ༌འབྱུད༌གནསས༌ཤེས༌སུ༌གྲགས།
འཁོཪ༌དུ༌མཁའ༌འགྲེ༌མད༌པོས༌བསྐོཪ།
ཁྱེད༌ཀྱི༌ཪྗེསངསུ༌བདག༌བསྒུབ༌ཀྱེ།
བྱིན༌གྱིསངབཪླབ༌ཕྱིཪ༌གཤེགས༌སུ་གསོལ།
གུ༌ཪུ༌བདྨ༌སིདྡྷི༌ཧཱུྂ༎

Transliteración
hūṁǀ orgyen yul gyi nub jang tsham
pema gesar dong pö la
yam tshen chog gi ngö drup nye
pema jugne shesu drag
khor du khandro mangpö kor
khye kyi je su dag drup kyi
jin gyi lab chir sheg su sol
guru pema siddhi hūṁǁ
Traducción
hūṁ, En el límite noroeste del país de Urgyen (Oḍḍiyāṇa),
en el pistilo de un loto florecido
el maravilloso ha obtenido el supremo logro
conocido como el Nacido del Loto, 
rodeado por una asamblea de numerosas ḍakiṇis.
Postrándonos a tus pies, me volveré un ser realizado,
Por favor ven y bendíceme.
guru pema siddhi hūṁ.

## Las ocho manifestaciones

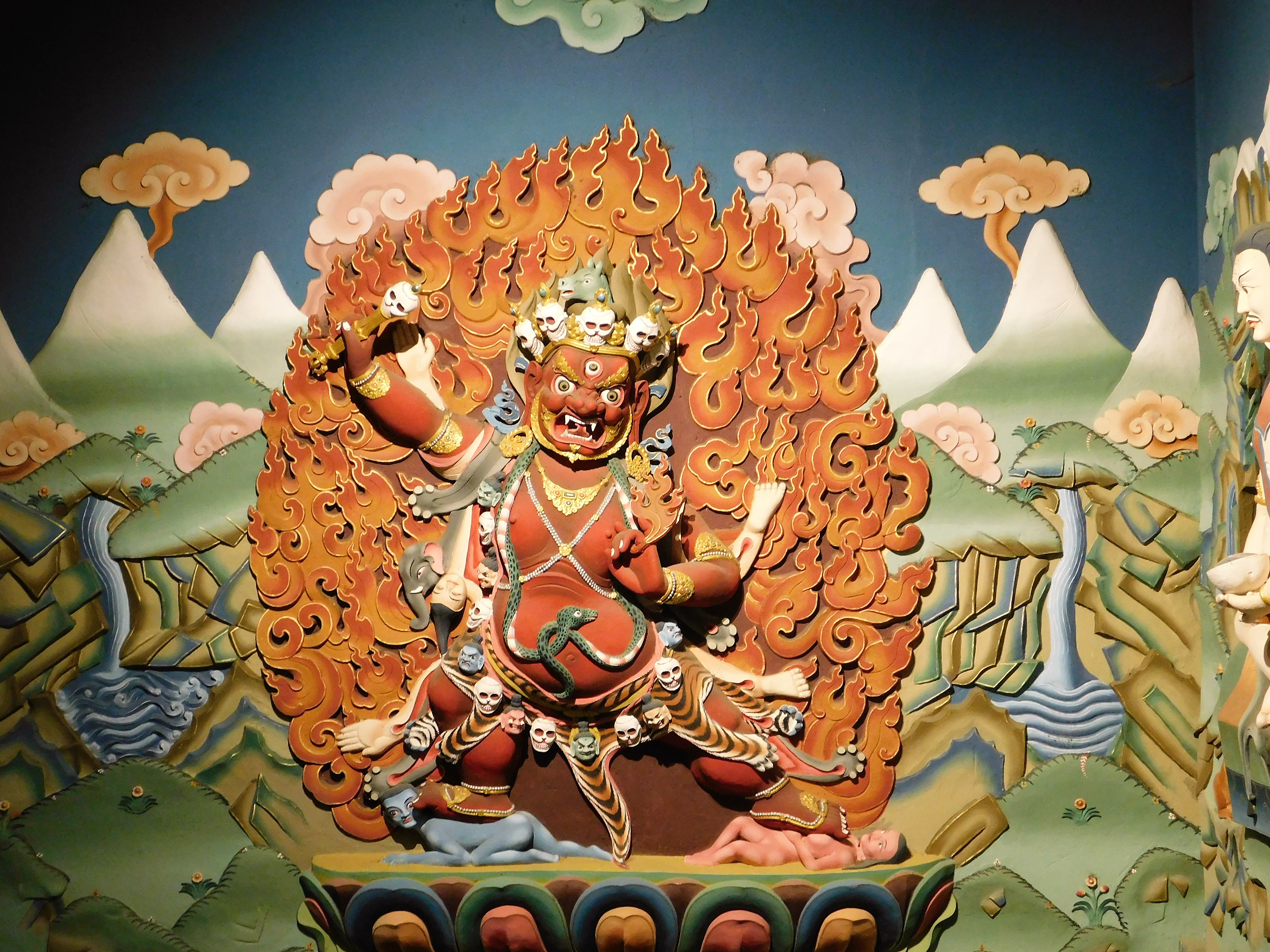
Guru Senge Dradrog, una manifestación iracunda de Padmasambhava (pintura en Tashichho Dzong).

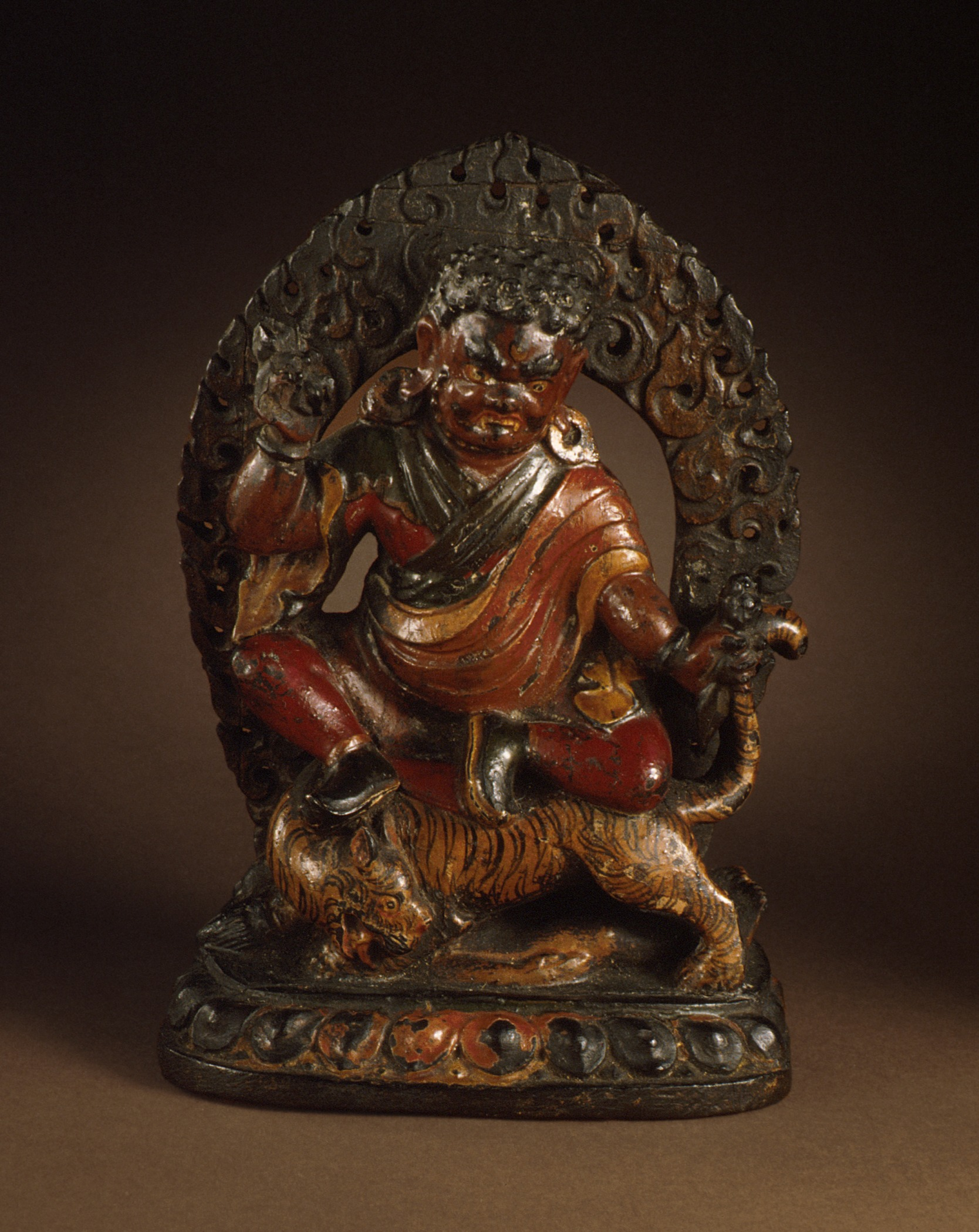
Guru Dorje Drolo, Subyugador de demonios.

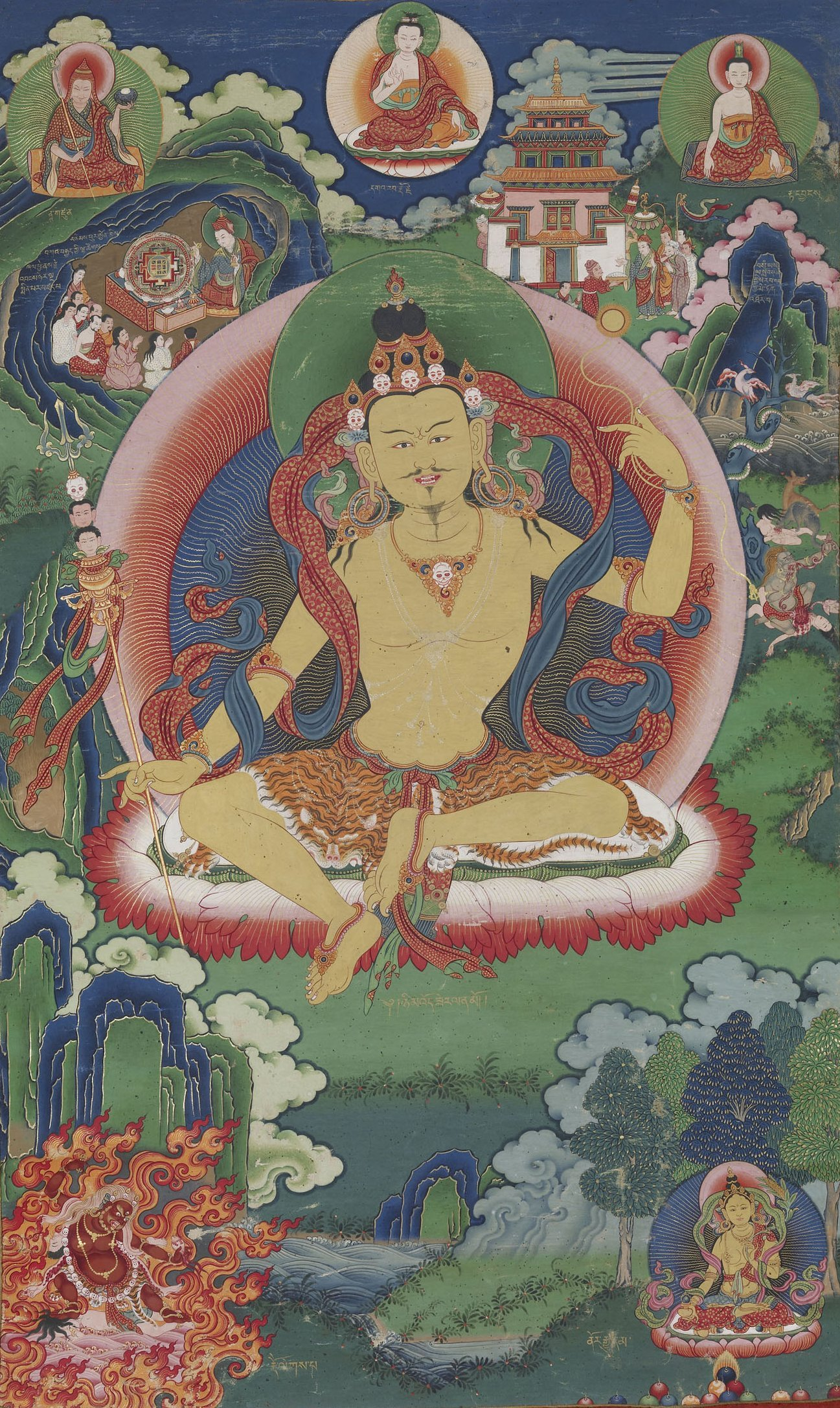
Thanka de Bután de Guru Nyima Ozer, fines del

Las ocho manifestaciones también se consideran la biografía de Padmasambhava que abarca 1500 años. Como afirma Khenchen Palden Sherab Rinpoche, 
"Cuando Guru Padmasambhava apareció en la tierra, vino como un ser humano. Para disolver nuestro apego a las concepciones dualistas y destruir las complejas fijaciones neuróticas, también exhibió algunas manifestaciones extraordinarias."
En concordancia, Rigpa Shedra también afirma que las ocho formas principales fueron asumidas por Gurú Rimpoché en diferentes momentos de su vida. Las ocho manifestaciones o formas de Padmasambhava (Tib. Guru Tsen Gye), representan diferentes aspectos de su ser según sea necesario, como iracundo o pacífico por ejemplo.
Las ocho manifestaciones de Padmasambhava pertenecen a la tradición de Terma, los Tesoros Revelados (Tib.: ter ma), Para las ocho manifestaciones como terma, véase Watt, 1999.</ref> y se describen y enumeran de la siguiente manera:
1. Guru Pema Gyalpo (Wylie: gu ru pad ma rgyal-po, Skt: Guru Padmarāja) de Oddiyana, que significa "Rey Loto", rey del Tripitaka (las Tres Colecciones de Escrituras), se manifiesta como un niño cuatro años después del Mahaparinirvana de Buda Shakyamuni, tal y como predijo Buda. Se le muestra con una tez de color rosa rojizo y semiorco, sentado sobre un loto y vestido con túnicas de color amarillo anaranjado, un pequeño damaru en la mano derecha y un espejo y un garfio en la mano izquierda, con un copete envuelto en blanco y ribeteado con seda roja.
2. Guru Nyima Ozer (Wylie: gu ru nyi-ma 'od-zer, Skrt: Guru Suryabhasa o Sūryaraśmi [3]), que significa "Rayo de Sol", el Yogui del Rayo de Sol, semi-wrathful, se manifiesta en India simultáneamente con Guru Pema Gyalpo, a menudo retratado como un yogui errante de sabiduría loca, numerosas emanaciones simultáneas, ilumina la oscuridad de la mente a través de la perspicacia del Dzogchen. Se le muestra sentado sobre un loto con la pierna izquierda doblada y con una tez de color rojo dorado, semirrudo con ojos ligeramente saltones, pelo largo con adornos de hueso, bigote y barba, con el torso desnudo y una falda de piel de tigre, la mano derecha sostiene un khatvanga y la izquierda está en un mudra, interactuando con el sol.
3. Guru Loden Chokse (Wylie: gu ru blo ldan mchog sred; Skrt: Guru Mativat Vararuci,[3]) que significa aproximadamente "Súper Poseedor del Conocimiento", pacífico, se manifiesta después de que Guru Pema Gyalpo parte de Oddiyana hacia el gran cementerio de la India y por todo el conocimiento, el Joven Inteligente, el que reúne el conocimiento de todos los mundos. Se le muestra sentado sobre un loto, de tez blanca, con un pañuelo blanco con cintas alrededor de la cabeza y un loto azul verdoso adornando su cabello, sosteniendo un damaru en la mano derecha y un cuenco de loto en la izquierda.
4. Guru Padmasambhava (sct: Guru Padmasambhava), que significa "Esencia de Loto", símbolo de la perfección espiritual, pacífico, manifiesta y enseña a Mandarava, transformando las energías negativas en formas compasivas y pacíficas. Se le muestra con una tez blanca y rica, muy pacífico, y lleva un gorro de monje rojo, y está sentado sobre un loto con la mano derecha en un mudra y la izquierda sosteniendo una copa-cráneo.
5. Guru Shakya Senge (Wylie: shAkya seng-ge, Skt: Guru Śākyasimha) de Bodh Gaya, significa "León de los Sakyas", pacífico, se manifiesta como alumno de Ananda y lleva al Rey Ashoka al Dharma, León de los Sakyas, encarna la paciencia y el desapego, aprende todos los cánones budistas y las prácticas tántricas de los ocho Vidyadharas. Se le muestra similar a Buda Shakymuni, pero con piel dorada y túnica roja de monje, unishaka, un cuenco de mendicidad en la mano izquierda y un vajra de cinco puntas en la derecha.
6. Guru Senge Dradrog (Wylie: gu ru seng-ge sgra-sgrogs, Skt: Guru Simhanāda,[3]) que significa "El Rugido del León", iracundo, somete y pacifica las influencias negativas, se manifiesta en la India y en la Universidad de Nalanda, el León del Debate, promulgador del Dharma en los seis reinos de los seres sensibles. Se le muestra de color azul oscuro y rodeado de llamas sobre un loto, con colmillos y tres ojos brillantes, corona de calaveras y pelo largo, de pie sobre un demonio, sosteniendo un vajra llameante en la mano derecha, la mano izquierda en un mudra de subyugación.
7. Gurú Pema Jungne (Wylie: pad ma 'byung-gnas, Skt: Gurú Padmakara), que significa "Nacido de un Loto", se manifiesta antes de su llegada al Tíbet, el Vajrayana Buda que enseña el Dharma al pueblo, encarna todas las manifestaciones y acciones de pacificar, aumentar, magnetizar y subyugar. Como manifestación más representada, se le muestra sentado sobre un loto, vestido con tres túnicas, bajo las cuales lleva una camisa azul, pantalones y zapatos tibetanos. Sostiene un vajra en la mano derecha y un cuenco con un pequeño jarrón en la izquierda. Un tridente especial llamado khatvanga se apoya en el hombro izquierdo representando a Yeshe Tsogyal, y lleva un sombrero de tela nepalí en forma de flor de loto. Así se le representa tal y como debió aparecer en el Tíbet.
8. Guru Dorje Drolo (Wylie: gu ru rDo-rje gro-lod, Skt: Gurú Vajra), significa "Sabiduría Loca", muy iracundo, se manifiesta cinco años antes de que Gurú Pema Jungne parta del Tíbet, 13 emanaciones para 13 cuevas Nidos de Tigre, la feroz manifestación de Vajrakilaya (Vajrasattva iracundo) conocido como "Tripas de Diamante", el consolador de todos, imprimiendo a los elementos Sabiduría-Tesoro, subyugador para los tiempos degenerados. Se le muestra de color rojo oscuro, rodeado de llamas, vistiendo túnicas y zapatos tibetanos, pendientes de caracola, una guirnalda de cabezas, bailando sobre un tigre, símbolo de Tashi Kyeden, que también está bailando.

Los diversos nombres sánscritos de Padmasambhava se conservan en mantras como los que se encuentran en el Yang gsang rig 'dzin youngs rdzogs kyi blama guru mtshan brgyad bye brag du sgrub pa ye shes bdud rtsi'i sbrang char zhe bya ba.

## Obras
Padmasambhava escondió estos diversos textos con el propósito de beneficiar a las generaciones futuras, los "Terma", y fueron revelados por diversos maestros tertones, entre unos pocos están los famosos textos revelados por el tertón Karma Lingpa:
- Bardo Thödol o mal llamado el Libro tibetano de los muertos, más correctamente: "La Gran liberación en el Bardo por medio de la Escucha"
- El libro de la liberación natural mediante la sabiduría desnuda.